# Paul Mollenhauer
Paul Mollenhauer (ur. 20 lutego 1884 w Królewcu, zm. 28 lutego 1960 w Dover Heights, Nowa Południowa Walia) – lekarz niemiecki, zasłużony dla rozwoju ortopedii w Olsztynie.
Był synem lekarza ortopedy Louisa i Emmy z domu Reinhold. Studia medyczne odbywał we Fryburgu, Monachium i Królewcu, tamże w 1912 złożył państwowy egzamin lekarski. Praktykę odbywał w Królewcu u profesora Erwina Payra. Kontynuował naukę w Lipsku, w 1913 uzyskał dyplom doktorski z medycyny. Od 1914 pozostawał asystentem znanego ortopedy profesora Konrada Biesalskiego (ostródzianina z urodzenia) w Urban-Krankenhaus Oskar-Helene Haus w dzielnicy Berlina Dahlen.
W listopadzie 1920 przybył do Olsztyna (Allenstein) i objął kierownictwo miejscowej placówki ortopedycznej – Ortopädische Heilanstalt, szpitala na 25 łóżek, utrzymywanego przez Związek Kobiet dla Niepełnosprawnych w tzw. Dorotheenhaus (w sąsiedztwie zamku olsztyńskiego). Udało mu się pozyskać środki na rozszerzenie placówki do 80 łóżek, a także na nowoczesny sprzęt i aparaturę. Kierowany przez niego szpital wyspecjalizował się w leczeniu gruźlicy kostno-stawowej u dzieci.
Umiejętności lekarskie uratowały go po dojściu Hitlera do władzy; żona Mollenhauera pochodziła z rodziny żydowskiej, ale ponieważ był on jedynym specjalistą-ortopedą na południu Prus Wschodnich i brakowało chętnych do zastąpienia go, pozwolono mu kontynuować pracę w Olsztynie. Mimo szykan, którym poddawano cała rodzinę, wojnę przeżyła i żona lekarza, i jego synowie. W chwili zajęcia Olsztyna przez Armię Radziecką 22 stycznia 1945, kiedy w mieście brakowało personelu medycznego, Mollenhauer niósł pomoc lekarską rannym i chorym, także Polakom. Dołączył następnie do przybyłych do Olsztyna polskich lekarzy i przez pewien czas pracował pod kierunkiem doktora Jana Janowicza w Szpitalu Wojewódzkim. Pozostawał w trudnych warunkach materialnych, ratował się wyprzedażą swojego prywatnego sprzętu medycznego, m.in. Szpitalowi Wojewódzkiego sprzedał negatoskop.
Aresztowany pod zarzutem udziału w siatce szpiegowskiej, uniewinniony został w lipcu 1946 i 3 sierpnia tegoż roku zwolniony z aresztu. Kilka dni potem olsztyński Urząd Bezpieczeństwa złożył mu propozycję pozostania w mieście, licząc na jego wiedzę i doświadczenie lekarskie; zaproponowano mu zarazem, że do Olsztyna będą mogli wrócić jego synowie, którzy w międzyczasie wyjechali do Niemiec. Z oferty tej Mollenhauer nie skorzystał i poddany został procedurze wysiedlenia. 14 sierpnia 1946 razem z żoną opuścił Olsztyn (w pierwszym transporcie Niemców), przez Szczecin docierając do Lubeki; tam spotkał się ze starszym synem Walterem, zamieszkałym w Minden. Do 1949 pracował jako lekarz w Hanowerze, potem wyjechał do Australii, gdzie mimo wieku emerytalnego kontynuował pracę zawodową. Zmarł 28 lutego 1960 w Dover Heights (Nowa Południowa Walia).